# Gran Premio di Spagna 1970
Il Gran Premio di Spagna 1970, XVI Gran Premio de España di Formula 1 e seconda gara del campionato di Formula 1 del 1970, si è disputato il 19 aprile sul Circuito di Jarama ed è stato vinto da Jackie Stewart su March-Ford Cosworth.

## Qualifiche
Il gran premio ebbe uno svolgimento travagliato. Prima della gara, gli organizzatori del Gran Premio scatenarono la rabbia tra i membri della FOCA quando decise di limitare il numero di partenti ammessi di diritto a soli sedici piloti. Inoltre nessuno dei giri effettuati il venerdì erano stati conteggiati per la qualificazione. La mattina prima della gara, sembrava fosse stato invertita la decisione e avrebbero potuto partire anche i non qualificati. La Commissione Sportiva Internazionale intervenne e costrinse gli organizzatori spagnoli a ripristinare il numero di partenti a sedici.

### Classifica
| Pos | No | Pilota               | Costruttore        | Squadra                       | Tempo   | Gap   |
| --- | -- | -------------------- | ------------------ | ----------------------------- | ------- | ----- |
| 1   | 7  | Jack Brabham         | Brabham-Ford       | Motor Racing Developments Ltd | 1:23.90 |       |
| 2   | 5  | Denny Hulme          | McLaren-Ford       | Bruce McLaren Motor Racing    | 1:24.10 | +0.20 |
| 3   | 1  | Jackie Stewart       | March-Ford         | Tyrrell Racing Organisation   | 1:24.20 | +0.30 |
| 4   | 4  | Jean-Pierre Beltoise | Matra              | Equipe Matra Elf              | 1:24.46 | +0.56 |
| 5   | 10 | Pedro Rodríguez      | BRM                | Yardley Team BRM              | 1:24.50 | +0.60 |
| 6   | 9  | Chris Amon           | March-Ford         | March Engineering             | 1:24.65 | +0.75 |
| 7   | 2  | Jacky Ickx           | Ferrari            | Scuderia Ferrari SpA SEFAC    | 1:24.70 | +0.80 |
| 8   | 3  | Jochen Rindt         | Lotus-Ford         | Gold Leaf Team Lotus          | 1:24.80 | +0.90 |
| 9   | 22 | Henri Pescarolo      | Matra              | Equipe Matra Elf              | 1:24.90 | +1.00 |
| 10  | 15 | Jackie Oliver        | BRM                | Yardley Team BRM              | 1:25.00 | +1.10 |
| 11  | 11 | Bruce McLaren        | McLaren-Ford       | Bruce McLaren Motor Racing    | 1:25.00 | +1.10 |
| 12  | 8  | John Surtees         | McLaren-Ford       | Team Surtees                  | 1:25.20 | +1.30 |
| 13  | 12 | Piers Courage        | De Tomaso-Ford     | Frank Williams Racing Cars    | 1:25.40 | +1.50 |
| 14  | 16 | Johnny Servoz-Gavin  | March-Ford         | Tyrrell Racing Organisation   | 1:25.46 | +1.56 |
| 15  | 6  | Graham Hill          | Lotus-Ford         | Rob Walker Racing Team        | 1:25.54 | +1.64 |
| 16  | 18 | Mario Andretti       | March-Ford         | STP Corporation               | 1:25.70 | +1.80 |
| 17  | 24 | Rolf Stommelen       | Brabham-Ford       | Auto Motor Und Sport          | 1:26.20 | +2.30 |
| DNQ | 20 | Andrea De Adamich    | McLaren-Alfa Romeo | Bruce McLaren Motor Racing    | 1:25.15 | +1.25 |
| DNQ | 19 | John Miles           | Lotus-Ford         | Gold Leaf Team Lotus          | 1:25.30 | +1.40 |
| DNQ | 14 | Jo Siffert           | March-Ford         | March Engineering             | 1:25.38 | +1.48 |
| DNQ | 21 | George Eaton         | BRM                | Yardley Team BRM              | 1:25.80 | +1.90 |
| DNQ | 23 | Alex Soler-Roig      | Lotus-Ford         | Garvey Team Lotus             | 1:26.40 | +2.50 |

## Gara
La gara è stata vinta dal campione del mondo in carica Jackie Stewart, alla guida di una March. La gara fu segnata da un grave incidente che coinvolse Jackie Oliver e Jacky Ickx alla Eses de Bugatti, un punto pericoloso del tracciato che fu modificato dieci anni dopo.: entrambe le loro auto presero fuoco con Ickx che rimase leggermente ustionato.

### Classifica
| Pos | No | Pilota               | Costruttore    | Giri | Tempo/Ritiro      | Pos. Griglia | Punti |
| --- | -- | -------------------- | -------------- | ---- | ----------------- | ------------ | ----- |
| 1   | 1  | Jackie Stewart       | March-Ford     | 90   | 2:10:58.2         | 3            | 9     |
| 2   | 11 | Bruce McLaren        | McLaren-Ford   | 89   | + 1 Giro          | 11           | 6     |
| 3   | 18 | Mario Andretti       | March-Ford     | 89   | + 1 Giro          | 16           | 4     |
| 4   | 6  | Graham Hill          | Lotus-Ford     | 89   | + 1 Giro          | 15           | 3     |
| 5   | 16 | Johnny Servoz-Gavin  | March-Ford     | 88   | + 2 Giri          | 14           | 2     |
| Rit | 8  | John Surtees         | McLaren-Ford   | 76   | Cambio            | 12           |       |
| Rit | 7  | Jack Brabham         | Brabham-Ford   | 61   | Motore            | 1            |       |
| Rit | 24 | Rolf Stommelen       | Brabham-Ford   | 43   | Motore            | 17           |       |
| Rit | 22 | Henri Pescarolo      | Matra          | 33   | Motore            | 9            |       |
| Rit | 4  | Jean-Pierre Beltoise | Matra          | 31   | Motore            | 4            |       |
| Rit | 5  | Denny Hulme          | McLaren-Ford   | 10   | Accensione        | 2            |       |
| Rit | 9  | Chris Amon           | March-Ford     | 10   | Motore            | 6            |       |
| Rit | 3  | Jochen Rindt         | Lotus-Ford     | 9    | Accensione        | 8            |       |
| WD  | 10 | Pedro Rodríguez      | BRM            | 4    | Ritiro volontario | 5            |       |
| Rit | 2  | Jacky Ickx           | Ferrari        | 0    | Incidente         | 7            |       |
| Rit | 15 | Jackie Oliver        | BRM            | 0    | Incidente         | 10           |       |
| DNS | 12 | Piers Courage        | De Tomaso-Ford | 0    | Non partito       | 13           |       |

## Statistiche
Piloti
- 12ª vittoria per Jackie Stewart
- 13ª e ultima pole position per Jack Brabham
- 1° podio per Mario Andretti
- 27º e ultimo podio per Bruce McLaren
- 10º giro più veloce per Jack Brabham
- 1º Gran Premio per Alex Soler-Roig

Costruttori
- 1° vittoria per la March

Motori
- 28ª vittoria per il motore Ford Cosworth

Giri al comando
- Jackie Stewart (1-90)

## Classifiche

### Piloti
| Pos. | Pilota               | Punti |
| ---- | -------------------- | ----- |
| 1    | Jackie Stewart       | 13    |
| 2    | Jack Brabham         | 9     |
| 3    | Denny Hulme          | 6     |
| 4    | Bruce McLaren        | 6     |
| 5    | Mario Andretti       | 4     |
| 6    | Graham Hill          | 4     |
| 7    | Jean-Pierre Beltoise | 3     |
| 8    | John Miles           | 2     |
| 9    | Johnny Servoz-Gavin  | 2     |

### Costruttori
| Pos. | Team         | Punti |
| ---- | ------------ | ----- |
| 1    | March-Ford   | 13    |
| 2    | McLaren-Ford | 12    |
| 3    | Brabham-Ford | 9     |
| 4    | Lotus-Ford   | 5     |
| 5    | Matra        | 3     |